# راسيل دونكان
راسيل دونكان (بالإنجليزية: Russell Duncan)‏ (15 سبتمبر 1980 بأبردين في المملكة المتحدة - ) هو لاعب كرة قدم بريطاني في مركز الوسط. لعب مع نادي أبردين ونادي إنفرنيس ونادي روس كاونتي وإلغين سيتي ‏ وBrora Rangers F.C. ‏ وفورفار أثلتيك ‏ ونادي بيترهيد ‏.

## وصلات خارجية
- راسيل دونكان على موقع قاعدة بيانات كرة القدم.إي يو (الإنجليزية)
- راسيل دونكان على موقع Soccerbase.com (لاعب) (الإنجليزية)